# Tudo Outra Vez (canção)
"Tudo Outra Vez" é uma canção do girl group brasileiro Rouge, lançada como single promocional em 22 de abril de 2013. A canção, composta pelas integrantes do grupo, Fantine Thó e Karin Hils, e produzida por Rick Bonadio, foi fruto de um encontro com o produtor pro seu reality show Fábrica de Estrelas, de onde também nasceu a canção "Tudo é Rouge". "Tudo Outra Vez" é uma versão da canção "No Feeling" de Luke Christopher. 
A canção fala sobre tudo o que as meninas enfrentaram na carreira, de como é bom se reencontrar de novo, e que elas fariam tudo outra vez. Assim como "Tudo é Rouge", a canção só foi lançada apenas como streaming no SoundCloud e não teve lançamento digital no iTunes, uma vez que o grupo não teve liberação de sua antiga gravadora para comercializar o nome. Um lyric video contendo cenas da audição das meninas no Popstars, foi lançado. A canção foi incluída nas turnês de retorno do grupo: o Chá da Alice (2017) e Rouge 15 Anos (2018).

## Antecedentes
| “ | "Em meio aos inúmeros pedidos do público, recebemos o convite do Rick para esse retorno e ficamos muito felizes com a oportunidade de reviver e festejar essa história". | ” |

Após o término do grupo em 2006, as 4 meninas seguiram suas carreiras profissionais, mas com um desejo de terminar o grupo de forma "digna". Após anos de pedidos dos fãs, em outubro de 2012, foi especulado, via Twitter, que o produtor das meninas, Rick Bonadio, começou, no final de semana, um movimento no Twitter com a hashtag #voltarouge. O objetivo de Bonadio seria presentear os fãs com a comemoração dos 10 anos da banda feminina com, talvez, a gravação de um DVD e uma turnê pelo Brasil. Rick Bonadio afirmou que conversou primeiramente com a Karin e, depois de falarem sobre agenda e da vinda da Fantine para o Brasil para as gravações, todas as meninas adoraram a ideia. Karin Hils afirmou, "Estava havendo uma manifestação tão grande na internet que a gente já começou a cogitar essa volta. Foi esse carinho que deu um clique e que fez a gente pensar na possibilidade. Se fosse só por nós, não ia rolar por conta dos trabalhos. Está sendo uma correria muito grande, mas estou amando."
No dia 03 e 04 de novembro de 2012, as quatro meninas se reuniram no estúdio do Midas para compor e gravar duas músicas, "Tudo é Rouge" e "Tudo Outra Vez". Esse processo de gravação e reencontro seria mostrado mais tarde, em 2013, no reality show de Bonadio, intitulado Fábrica de Estrelas, e exibido pelo Multishow. Luciana Andrade também recebeu o convite, mas não aceitou. "É uma honra saber que fizemos parte do pop brasileiro, e a sensação é de voltar no tempo, de uma segunda chance para trabalhar melhor, cantar melhor", declarou Fantine, que veio da Holanda, onde mora atualmente com o marido e a filha, Cristine, para a gravação.

## Lançamento e gravação
| “ | "A preocupação foi tanta de a Fantine ter disponibilidade, de a Karin ter disponibilidade, que a impressão é de que ninguém se preocupou com o meu tempo, que eu tinha espetáculo. Então eu fiquei excluída." | ” |

Na noite do dia 22 de abril de 2013, a canção foi liberada na íntegra, após o episódio de "Fábrica de Estrelas", que mostrou o processo de composição e gravação da canção. No episódio, Fantine Thó e Karin Hils mostraram a composição para Rick, que concordou em gravá-la. Mas durante a gravação da música, Lissah Martins (que antes usava o nome Patrícia) sentiu vontade de se expressar, já que somente Fantine iria cantar a canção. "Eu estou me sentido super mal. A sensação é de que eu não estou fazendo parte disso. Como eu vou criar alguma coisa nessa música sendo que eu acabei de ouvir?", indagou a cantora, que não participou da composição da música. Antes, Lissah já havia se estressado com Rick por não poder participar da criação da música "Tudo é Rouge." O encontro para compor a música foi marcado num dia que ela tinha um compromisso do musical "Priscila, a Rainha do Deserto."
Na sua página do Facebook, a cantora resolveu esclarecer a situação, escrevendo um longo texto, dizendo:
| “ | "O Rouge SEMPRE foi um grupo de cantoras!!! E que NUNCA teve uma principal!!! Essa sempre foi uma característica muito forte do Rouge!!! Antes de eu falar, NINGUÉM ia cantar nenhuma frase!!! E desde sempre, todas sempre cantavam todas as músicas!!! Nem que fosse uma frase!!! Eu falei o que todas estavam sentindo mas não quiseram falar!!! Tanto que uma coisa q eu falei pro Rick e que não apareceu no programa, e acho q não deviam ter cortado, foi que eu achava que TODAS deviam cantar pelo menos UMA frase!!! Ai deram uma frase pra Aline... Não fui eu que escolhi o que eu ia cantar!!! Enfim, dividimos a música todos juntos como fazíamos sempre em todas as músicas!!! Talvez eu não tenha me expressado bem e por isso me entenderam mal... Eu fiz de tudo pra essa gravação acontecer, praticamente trabalhei de produtora tentando conciliar a agenda das 4, e todo mundo se preocupou com os horários da Fantine, da Karin, que estavam com mais problemas de agenda, mas esqueceram que eu também tinha espetáculo!!! [...] Briguei pelo que eu acredito!!! Acredito que o Rouge é um grupo de 4 cantoras, e não de uma solista e suas backings... Eu admiro e respeito demais o trabalho do Rick como produtor, mas 'Tudo outra vez' só teria a cara do Rouge se TODAS cantassem mesmo que fosse UMA frase!!! E se ELE não concordasse comigo também não teria cedido!!!." | ” |

## Composição
"Tudo Outra Vez" é uma versão da canção "No Feeling", composta por Luke Christopher, e foi trazida dos Países Baixos por Fantine. Na noite do dia 3 de novembro, ela e Karin fizeram a versão da canção, e mostraram ao Rick Bonadio, que a produziu, um dia depois. Como visto no programa, Fantine iria cantar a canção inteira, deixando as meninas apenas como "backing vocals", mas após a indagação de Patrícia, todas receberam uma parte da canção. A canção fala sobre os desafios enfrentados pelas meninas, de como é bom se reencontrar de novo, e que elas fariam tudo outra vez.
A primeira estrofe da canção é cantada por Fantine, que canta, "Já passamos tantos desafios quantos, mas dessas cinzas vou sobreviver." Enquanto Patrícia canta o refrão, "Mas não desisto sigo pra ser quem eu sou, não há sensação igual." A segunda parte é cantada por Aline, "Corpo suado, tempo fechado, cabeça erguida e os pés no chão." A cantora ainda completa, "Bom te reencontrar," e Fantine completa, "Eu faria tudo outra vez." Karin não canta uma parte sozinha, fazendo segunda voz em algumas partes.

## Recepção

### Crítica
A canção recebeu críticas positivas. Para o site Gazeta do Povo, a canção é "mais calma e melosa" que "Tudo é Rouge", e mais parecida com sucessos como 'Um Anjo Veio Me Falar'." Para Maicon Alex do Portal It Pop, a canção possui "uma vibe bem nostálgica," considerando a canção, "uma baladinha super sincera composta por Fantine, que fala sobre tudo o que elas viveram nesse tempo todo, desde o 'sofrimento' em busca de um sonho com o Popstars, até chegar à glória com o lançamento do Rouge." Para ele, a canção "tem mais chances de agradar aos fãs, por se assemelhar ao sucesso 'Um Anjo Veio Me Falar' (mesmo que sem a intensidade do mesmo)." A rádio 98 FM também concordou que a canção se assemelha à "Um Anjo Veio Me Falar".

## Videoclipe

### Lyric Video
Assim como em "Tudo é Rouge", o grupo também disponibilizou um lyric video da canção, no canal oficial do YouTube. Nele, são mostradas imagens do processo de seleção que formou o grupo em 2002, desde as primeiras etapas da seleção em meio a milhares de garotas, até o dia em que as integrantes receberam a notícia de que foram escolhidas. O vídeo obteve um enorme sucesso (mais que o de "Tudo é Rouge"), alcançando mais de 310 mil views.

## Performances ao vivo
"Tudo Outra Vez" teve sua primeira performance na turnê de retorno do grupo, o Chá Rouge (2017). Inicialmente, a performance servia como um interlúdio, onde um vídeo referente ao programa "Popstars" era apresentado no palco, enquanto as integrantes se trocavam. Entretanto, no primeiro show do Rio de Janeiro, devido à problemas técnicos que impossibilitaram o vídeo de ser transmitido, as cantoras interpretaram a canção de forma acústica. A canção também foi incluída na turnê Rouge 15 Anos (2018), onde as cantoras faziam uma performance ao vivo da canção.